# Кайлы (Куйбышевский район)
Кайлы — упразднённый посёлок в Куйбышевском районе Новосибирской области. Входил в состав Осиновского сельсовета. Исключен из учетных данных в 2013 г.

## География
Площадь посёлка — 34 гектара.

## Население
| 2002 | 2007 | 2010 |
| ---- | ---- | ---- |
| 55   | ↘0   | →0   |

## Инфраструктура
В посёлке по данным на 2007 год отсутствует социальная инфраструктура.